# Steganacarus balcanicus
Steganacarus balcanicus är en kvalsterart som beskrevs av Berninni och Avanzati 1989. Steganacarus balcanicus ingår i släktet Steganacarus och familjen Phthiracaridae. Inga underarter finns listade i Catalogue of Life.